# Dinotrema flaviantenna
Dinotrema flaviantenna är en stekelart som beskrevs av Papp 1999. Dinotrema flaviantenna ingår i släktet Dinotrema och familjen bracksteklar. Inga underarter finns listade i Catalogue of Life.